# ヴォルフガング・エッガー

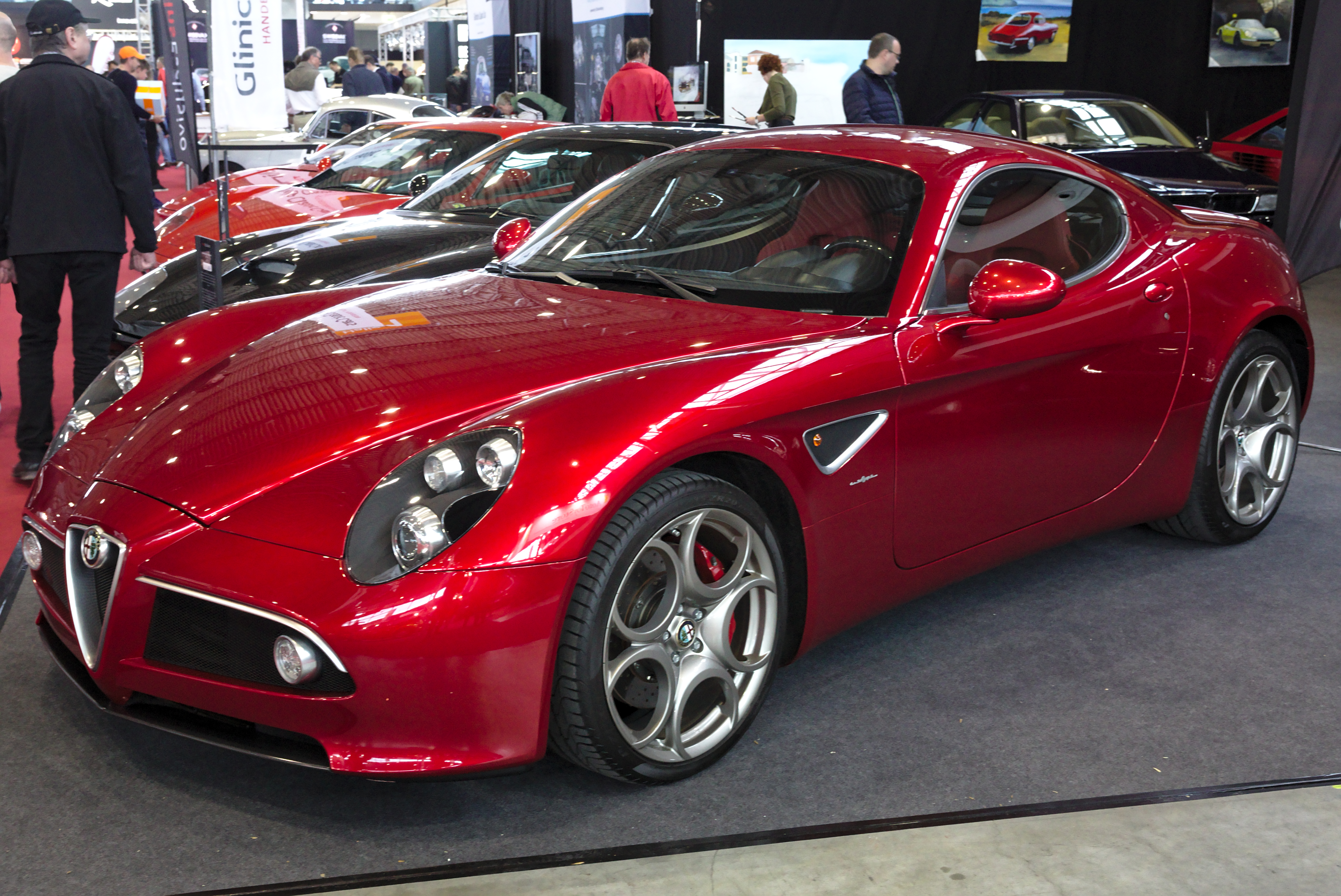
アルファロメオ・8Cコンペティツィオーネ

ヴォルフガング・ヨーゼフ・エッガー（Wolfgang Josef Egger 、1963年2月13日 - ）はドイツ、オーベルストドルフ出身のカーデザイナー。アルファロメオ、セアト、アウディグループなどを経て、現在はBYDオートのチーフデザイナーを務める。

## 来歴
イタリア、ミラノの国際芸術工科大学（International College of Arts and Sciences ）にてデザインを学んで1989年に卒業し、アルファロメオのデザイン部門で工業デザイナーとしてのキャリアをスタートさせ、1993年にはチーフデザイナーに任命された。
1998年、彼はセアトのチーフデザイナーとなり、イビサ、コルドバ、アルテアといった独特のスタイルを持った車をデザインした。
2001年ランチアのデザイン部長に任命されたが、同年にアルファのチーフデザイナーに復帰した。彼の指導の下で開発されたアルファ・ロメオ車にはヌヴォーラコンセプト、156、166、147、そして8Cコンペティツィオーネがある。
2007年5月1日、ワルテル・デ・シルヴァの後任としてアウディグループのデザイン部長に就任した。彼はアウディおよびランボルギーニブランドの責任者となる。
2013年にアウディからイタルデザイン・ジウジアーロに移籍。
2016年にフォルクスワーゲングループを退社しBYDオートのデザイン本部長に就任。2017年4月の上海モーターショーでエッガー指揮下の最初の車種となる「王朝」（2代目唐の先行コンセプト）が発表された。